# Burgumer Muziekvereniging Legato
Burgumer Muziekvereniging Legato is een fanfare uit Bergum, en komt uit in de vierde afdeling van de Koninklijke Nederlandse Muziek Organisatie (KNMO). In 2018 is de muziekvereniging ontstaan uit een fusie tussen de openbare muziekvereniging Apollo en de christelijke muziekvereniging Hallelujah.

## Geschiedenis
Op 25 mei 2018 is de Burgumer Muziekvereniging Legato ontstaan. Nadat de twee bestaande verenigingen in het dorp besloten om de handen ineen te slaan is overgegaan tot een fusie. Dit betekende het einde van twee verenigingen in het dorp van meer dan 100 jaar oud. In het eerste halfjaar van het bestaan van de vereniging was de naam nog ''Fanfare Burgum'', maar tijdens het eerste officiële concert van de vereniging werd de nieuwe naam onthuld.

## Legato als één vereniging

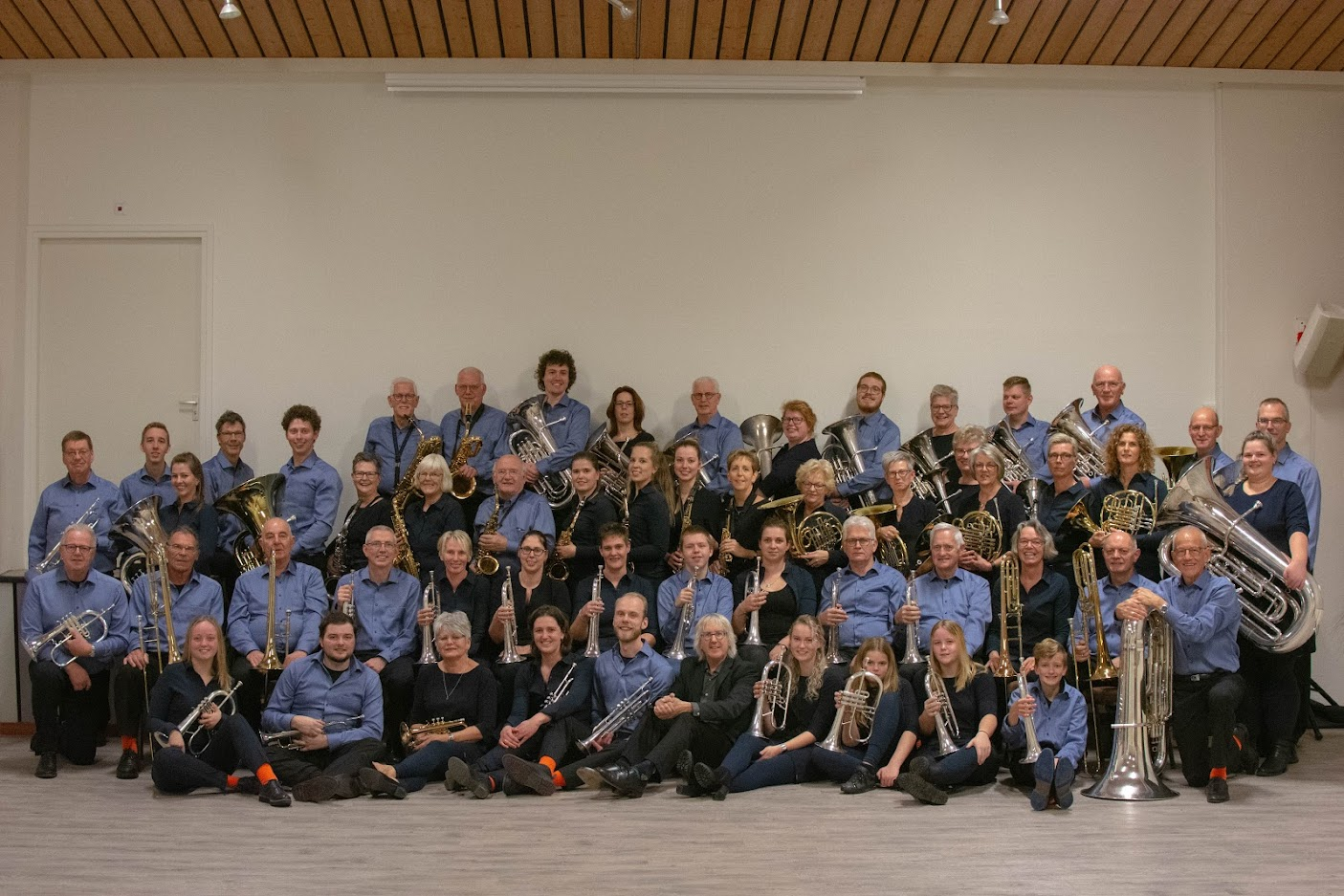
Groepsfoto van de leden van Legato (2019)

De Burgumer Muziekvereniging Legato bestaat uit meer dan 50 muzikanten uit Bergum en omringende dorpen. Het is een fanfare met een klassieke fanfarebezetting. Naast het hoofdorkest heeft de vereniging ook een jeugdorkest. De naam van dit orkest is Let's Go Legato. Kinderen uit Bergum krijgen muziekles van Legato in samenwerking met muziekschool De Wâldsang. Er wordt lesgegeven op de drie basisscholen in het dorp, De Arke, 't Partoer en De Reinbôge.
Huidige dirigent van de Burgumer Muziekvereniging Legato is Sijtze van der Hoek.